# فرانك جاي لو
فرانك جاي لو (بالإنجليزية: Frank J. Low)‏ هو فيزيائي وأستاذ جامعي وعالم فلك أمريكي، ولد في 23 نوفمبر 1933 في موبيل في الولايات المتحدة، وتوفي في 11 يونيو 2009 في توسان في الولايات المتحدة بسبب مرض.

## وصلات خارجية
- فرانك جاي لو على موقع إن إن دي بي (الإنجليزية)